# Мю Андромеди
μ Андромеди (HD 5448) — хімічно пекулярна зоря спектрального класу A3. 
Має видиму зоряну величину в смузі V близько 3,9.
Перебуває на відстані близько 136 світлових років від Сонця.

## Фізичні характеристики
Зоря доволі швидко обертається навколо своєї осі. 
Проєкція її екваторіальної швидкості на промінь зору становить 75 км/сек[відсутнє в джерелі].